# My Sassy Girl (film, 2008)
Pour les articles homonymes, voir My Sassy Girl.
Pour plus de détails, voir Fiche technique et Distribution.
My Sassy Girl, est un film américain réalisé par Yann Samuell, remake du film sud-coréen du même nom, sorti en 2008.

## Synopsis
Un soir, Charlie Bellow (Jesse Bradford), rencontre dans le métro new-yorkais Jordan Roark (Elisha Cuthbert), ivre morte. Il décide de la ramener dans sa chambre d'étudiant, et va s'occuper d'elle. Jordan est belle, profite de la vie, et entraîne Charlie dans ses folles nuits, bien qu'il essaye de se concentrer sur ses études. Commence alors pour ces deux personnes une relation intense, faite de défis, de moments à la fois romantiques et ridicules, et de séparations brusques. Charlie et Jordan sont-ils faits pour être ensemble ?

## Fiche technique
- Titre : My Sassy Girl
- Réalisation : Yann Samuell
- Scénario : Victor Levin (scénario original : Kwak Jae-yong, d'après le roman de Ho-sik Kim)
- Photographie : Eric Schmidt
- Montage : Anita Brandt-Burgoyne
- Musique : David Kitay
- Production : Paul Brooks, Mark Morgan, Guy Oseary, Jay Polstein
- Production déléguée : Doug Davison
- Sociétés de production : CJ Entertainment, Gold Circle Films, Madacy Entertainment, Maverick Films
- Société de distribution : 20th Century Fox Home Entertainment
- Pays de production : États-Unis
- Langue : Anglais
- Format : Couleurs
- Genre : Comédie
- Durée : 92 minutes
- Date de sortie : États-Unis : 26 août 2008 (DVD)

## Distribution
- Elisha Cuthbert : Jordan Roark
- Jesse Bradford (VF : Sébastien Desjours) : Charlie Bellow
- Austin Basis : Leo
- Chris Sarandon : Dr Roark
- Jay Patterson : Roger Bellow
- Tom Aldredge : le vieil homme du parc
- Louis Mustillo : le portier
- Brian Reddy : M. Phipps
- Joanna Gleason : Kitty / Tante Sally
- Stark Sands : Soldat

 Source et légende : version française (VF) sur RS Doublage

## Bande Originale
- I'm in Love - Ella Leya (en)
- Yadnus - !!!
- Incident At Bleeker Street - Phobos
- Thought About You - The Beautiful Girls (en)
- Hip Joint Vs. Pachelbel's Canon - Johann Pachelbel
- I Can Always Dream - Beverly Valera
- Shaken Not Stirred - John Gintz
- Contradictions - Nick Howard (en)
- Dream Girl - Daniel May
- Put A Record On - Unkle Bob (en)
- Feel Good About It - Marching Band
- Occam's Razor - Ocha la Rocha (en)